# Rich Robinson

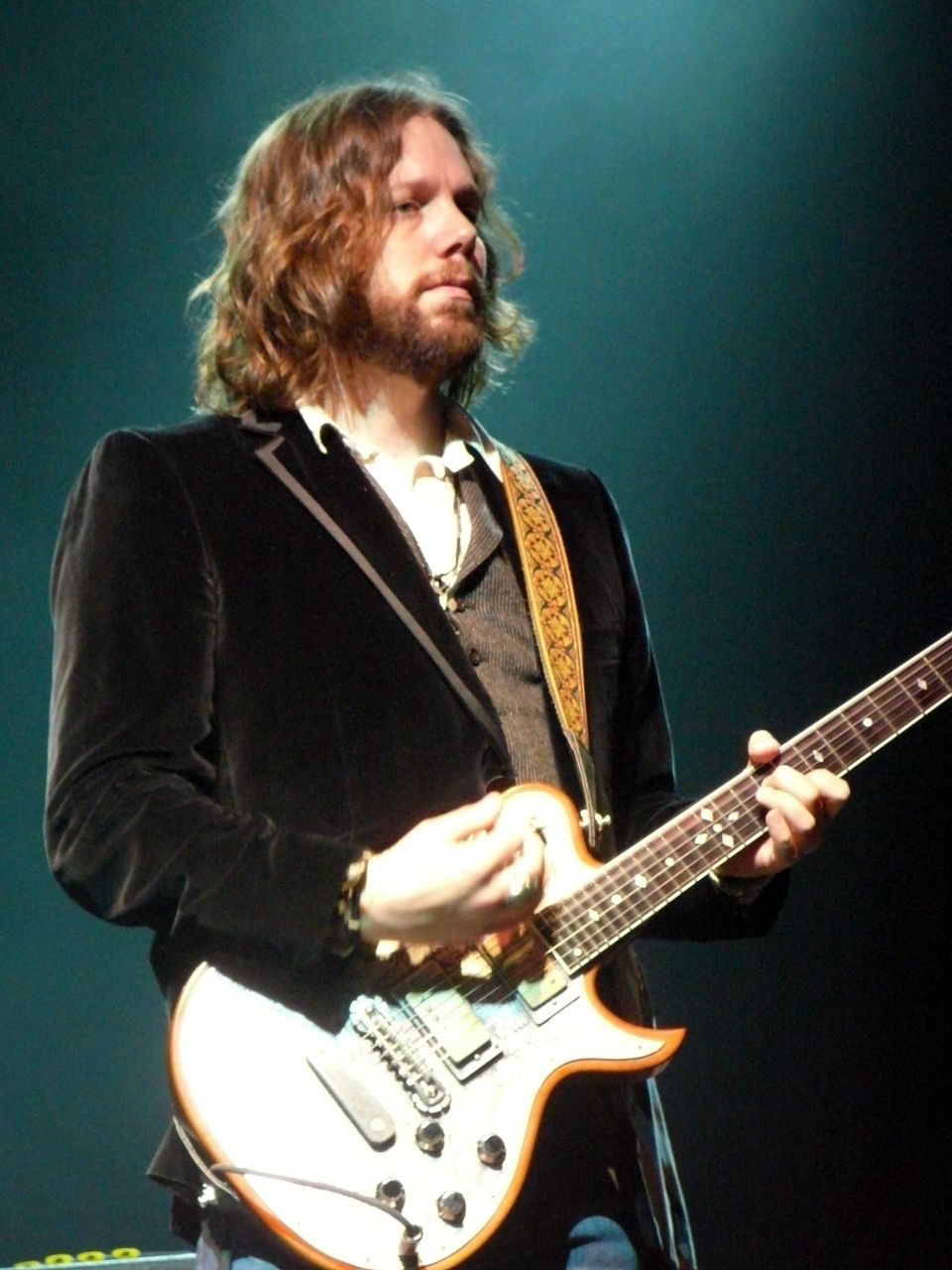
Rich Robinson 2008.

Richard Spencer "Rich" Robinson, född 24 maj 1969, är en amerikansk gitarrist, mest känd för att med sin bror Chris ha grundat bandet The Black Crowes.